# Olios iranii
Olios iranii là một loài nhện trong họ Sparassidae.
Loài này thuộc chi Olios. Olios iranii được Mary Agard Pocock miêu tả năm 1901.